# Metropolregion Campinas
Die Metropolregion Campinas (portugiesisch Região Metropolitana de Campinas, RMC) umfasst 20 Städte im brasilianischen Bundesstaat São Paulo, die durch das starke Bevölkerungswachstum im 20. Jahrhundert die Tendenz hat, zu einer einzigen städtischen Agglomeration zusammenzuwachsen. Die Metropolregion nimmt Rang 10 in Brasilien ein.
Sie wurde am 19. Juni 2000 per Ergänzungsgesetz Nr. 870 eingerichtet und hat ihren Sitz in der Stadt Campinas.
Für 2018 wurde die Einwohnerzahl auf 3.224.443 Millionen geschätzt auf einer Fläche von rund 3792 km².

## Städte der Metropolregion

## Statistische Übersicht
| Munizip                | Fläche km² | Einwohner (2018) | BIP (in Tsd. Real) | HDI-M           |
| ---------------------- | ---------- | ---------------- | ------------------ | --------------- |
| Americana              | 133,93     | 237.112          | 9.890.709          | 0,811 sehr hoch |
| Artur Nogueira         | 178,03     | 53.450           | 798.659            | 0,749 hoch      |
| Campinas               | 794,43     | 1.194.094        | 51.347.711         | 0,805 sehr hoch |
| Cosmópolis             | 154,66     | 70.998           | 1.229.257          | 0,769 hoch      |
| Engenheiro Coelho      | 109,94     | 20.284           | 351.645            | 0,732 hoch      |
| Holambra               | 65,58      | 14.579           | 603.033            | 0,793 hoch      |
| Hortolândia            | 62,28      | 227.353          | 9.202.710          | 0,756 hoch      |
| Indaiatuba             | 312,05     | 246.908          | 10.303.802         | 0,788 hoch      |
| Itatiba                | 322,23     | 119.090          | 4.483.242          | 0,778 hoch      |
| Jaguariúna             | 141,40     | 56.221           | 6.163.748          | 0,784 hoch      |
| Monte Mor              | 240,41     | 58.765           | 2.777.872          | 0,733 hoch      |
| Morungaba              | 146,75     | 13.458           | 405.855            | 0,715 hoch      |
| Nova Odessa            | 74,32      | 59.371           | 2.404.550          | 0,791 hoch      |
| Paulínia               | 138,72     | 106.776          | 12.153.539         | 0,795 hoch      |
| Pedreira               | 108,59     | 47.361           | 941.568            | 0,769 hoch      |
| Santa Bárbara d’Oeste  | 270,90     | 192.536          | 5.129.706          | 0,781 hoch      |
| Santo Antônio de Posse | 154,00     | 23.085           | 687.017            | 0,702 hoch      |
| Sumaré                 | 153,50     | 278.571          | 11.327.493         | 0,762 hoch      |
| Valinhos               | 148,59     | 127.123          | 4.970.627          | 0,819 sehr hoch |
| Vinhedo                | 81,60      | 77.308           | 7.137.263          | 0,817 sehr hoch |
| Gesamt                 | 3.791,91   | 3.224.443        | 142.301.006        | 0,792           |